# Велано (Пистоја)
Велано је насеље у Италији у округу Пистоја, региону Тоскана.
Према процени из 2011. у насељу је живело 254 становника. Насеље се налази на надморској висини од 493 м.